# Холодная (река, впадает в Тихий океан)
Холодная — река на полуострове Камчатка в России. Длина реки — 18 км.
Протекает по территории Елизовского района Камчатского края. Впадает в Камчатский залив.

## Данные водного реестра
По данным государственного водного реестра России относится к Анадыро-Колымскому бассейновому округу.
Код объекта в государственном водном реестре — 19070000212120000019537.